# Азаматово (Алнаський район)
Азама́тово (рос. Азаматово) — присілок у складі Алнаського району Удмуртії, Росія.

## Населення
Населення — 346 осіб (2010; 366 в 2002).
Національний склад станом на 2002 рік:
- удмурти — 92 %

## Історія
За переказами вперше на території сучасного присілку поселився мисливець Азамат, на честь якого і назвали пізніше присілок. За даними 10-ї ревізії 1859 року, в 41 дворі казенного присілка Усо-Шудья-Азаматово Єлабузького повіту Вятської губернії проживало 276 осіб. 1921 року, у зв'язку з утворенням Вотської АО, присілок передано до складу Можгинського повіту. 1924 року присілок став центром Азаматовської сільської ради Алнаської волості. 1929 року присілок перейшов до складу новоствореного Алнаського району, а у 1963—1965 роках перебував у складі Можгинського району. У лютому 1931 року у присілку був утворений колгосп «Горд-Азамат» (Червоний Азамат). Першим головою колгоспу обраний Прокопій Азаматов.

## Урбаноніми[4][5]
- Вулиці — 70 років Жовтня, Гвардійська, Зарічна, Клубна, Колгоспна, Лісова, Молодіжна, Садова, Удмуртська, Центральна, Ювілейна
- Провулок — Шкільний

## Господарство
У присілку є фельдшерсько-акушерський пункт, створено сільськогосподарське підприємство «Решительний».